# XDMCP

У віконній системі X Window System X-сервер може працювати на одному комп'ютері, а дисплейний менеджер на іншому. в цьому випадку вони взаємодіють в мережі

XDMCP (англ. X Display Manager control protocol) — протокол аутентификації між X-сервером та X-клієнтом.
Задача XDMCP — надання стандартного механізму для запитів сервісу входу в систему автономним дисплеєм. X-термінал (екран, клавіатура, миша, процесор, мережева карта, відеокарта) — основний приклад автономного дисплея.
XDMCP не рекомендований для використання в мережах загального доступу, бо за умовчанням передає дані в не зашифрованому вигляді, але при підключені модулів шифрування його застосування буває  виправданим. Заснований на передачі інформації шляхом UDP/IP дейтаграм (датаграм), за умовчанням використовує 177 порт.

## Історія
XDM (дисплейний менеджер віконної системи X) з'явився в X11R3 [Архівовано 3 вересня 2009 у Wayback Machine.]. В цій версії зустрічалися проблеми, наприклад коли користувачі перезапускали X-термінали. В  X11R3 [Архівовано 3 вересня 2009 у Wayback Machine.] XDM знав тільки про X-термінал з точки входу в файлі Xservers, а XDM зчитував цей файл виключно при завантаженні. Тому коли користувач перезапускав X-термінал, системний адміністратор надсилав SIGHUP сигнал в XDM для пересканувания X-серверу.
XDMCP з'явився з появою X11R4 [Архівовано 3 вересня 2009 у Wayback Machine.] (22 грудня 1989). Використовуючи XDMCP, X-сервер має активно опитувати з'єднання з дисплейним менеджером на хост-машині. X-сервер, що використовує XDMCP, більше не потребує точки входу в файлі Xservers.

## Деякі відомі дисплейні менеджери
Віконна система X використовує XDM як стандартний дисплейний менеджер.
Є також і інші дисплейні менеджери, що розширюють функціональність базового дисплейного менеджера:
- scologin (розроблений SCO Open Desktop) перевіряє паролі на застаріння і виконує деякі додаткові адміністративні задачі
- GDM (розроблений GNOME) надає можливість вибирати графічну оболонку (сеанс) та локаль (набір мовних та регіональних налаштувань)
- KDM (розроблений KDE) надає користувачу можливість вибирати у графічному режимі віконний менеджер чи змінні оточення на экрані запрошення
- XDM, дисплейний менеджер для віконної системи X за умовчанням
- dtlogin (наданий CDE)
- WINGs Display Manager (англ.) (використовує WINGs набір віджетів, що використовуються в Window Maker)
- entrance (англ.) (використовує архітектуру Enlightenment v.17)
- SLiM, незалежний логін-менеджер.
- xlogin логін менеджер віконної системи X з XDMCP сервером
- Enter Невеликий графічний логін менеджер
- Orthos Ще один невеликий графічний логін менеджер з можливістю широкого конфігурування

У багатьох дистрибутивах Linux, дисплейний менеджер за умовчанням вказується у файлі /etc/X11/default-display-manager

## Перемикання диспейного менеджеру
Зазвичай перемикання диспейного менеджеру відбувається так: 
```
sudo
 
systemcl
 
stop
 
[
назва
  
старої
 
оболонки
]
 
#зупинка старого

sudo
 
systemcl
 
start
 
[
назва
 
майбутнього
 
менеджеру
]
 
#запуск нового

```

## Виноски
1. ↑  X-терминалы Linux (xdm x xterm diskless tftp dhcp boot font nfs). Архів оригіналу за 28 березня 2009. Процитовано 1 серпня 2009.